# 영주 가흥동 마애여래삼존상 및 여래좌상
영주 가흥동 마애여래삼존상 및 여래좌상(榮州可興洞磨崖如來三尊像 및 如來坐像)은 대한민국 경상북도 영주시 가흥동에 있는, 남북국 시대 신라의 불상이다.
1963년 1월 21일 대한민국의 보물 221호 영주 가흥리 마애삼존불상(榮州 可興里 磨崖三尊佛像)로 지정되었다가, 2008년 8월 28일 기 지정된 3구의 불상 외에 '마애여래좌상' 1구를 추가하였고, 2010년 8월 25일 현재의 명칭으로 변경되었다.
경상북도의 유형문화재 제248호 영주 가흥리 암각화와 같은 암벽에 있다.

## 마애여래삼존상
이 불상은 강가 바위면에 본존불과 그 좌우에 서 있는 보살상을 각각 새긴 마애삼존불(磨崖三尊佛)이다.
본존불은 상당히 큼직한 체구로 장중한 모습을 보여주고 있다. 큼직한 코, 다문 입, 둥글고 살찐 얼굴에서 불상의 강한 의지가 느껴진다. 가슴은 당당하고 양 어깨를 감싸고 흘러내린 옷은 장중한 형태를 보여주고 있다. 자연 바위를 그대로 이용하여 연꽃무늬와 불꽃무늬를 새긴 광배와 높게 돋을새김한 연꽃무늬의 대좌(臺座) 등은 장중한 불상의 특징과 잘 조화되어 더욱 듬직한 분위기를 자아내고 있다.
왼쪽 보살상은 둥글고 원만한 얼굴이다. 가슴이 넓으며 왼팔은 어깨 위로 걸치고 오른팔은 배에 대었는데 강한 남성적 기질을 느낄 수 있다. 오른쪽 보살상은 왼쪽 보살상과 거의 같은 수법이다. 머리에는 보관(寶冠)을 쓰고 손에는 보병(寶甁)을 들고 있으며, 두 손을 모으고 있는 점 등이 다를 뿐이다.
이 마애불은 통일신라시대의 조각 흐름을 잘 보여주는 사실주의적 불상으로 높이 평가되고 있다.

## 마애여래좌상
마애여래좌상은 2006년 6월 28일 집중호우로 보물 제221호 '영주 가흥리 마애삼존불상'의 전방 좌측의 암반이 붕괴되면서 새롭게 발견된 불상이다.
발견된 마애여래좌상은 연화문이 새겨진 고식(古式)의 보주형 두광을 갖추었다. 머리는 소발로 큼직한 육계가 솟아 있으며 턱 선을 둥글린 얼굴은 양감이 풍부하여 통통한 느낌을 준다. 법의는 통견으로 가슴에 비스듬히 표현된 승각기는 가흥리 마애삼존불상의 본존불과 거의 같은 모습이다. 수인은 두 손 모두 엄지와 중지를 맞댄 설법인을 취하고 있는데, 이러한 수인을 취한 상으로는 상당히 이른 시기의 작품이다.
이 마애여래상은 인근 지역에 유존하고 있는 삼국 말에서 통일신라 초의 마애불상과 양식적으로 유사하며, 특히 얼굴의 표현, 법의의 조각솜씨나 앙련의 연화대좌 형태에서 이미 보물로 지정된 바로 옆의 마애여래삼존상과 같은 양식을 보여주고 있기 때문에 거의 같은 시기(650년경)에 제작된 상으로 볼 수 있다. 현재 이 시기 제작된 신라 불상 중에서 경주를 제외하고 지방에서 제작된 예는 영주와 봉화 지역에 불과하다. 따라서 가흥동의 마애불상들은 도상이나 이 지역 불교의 특수성을 이해하는 데 매우 중요한 상이라 할 수 있다.

## 사진

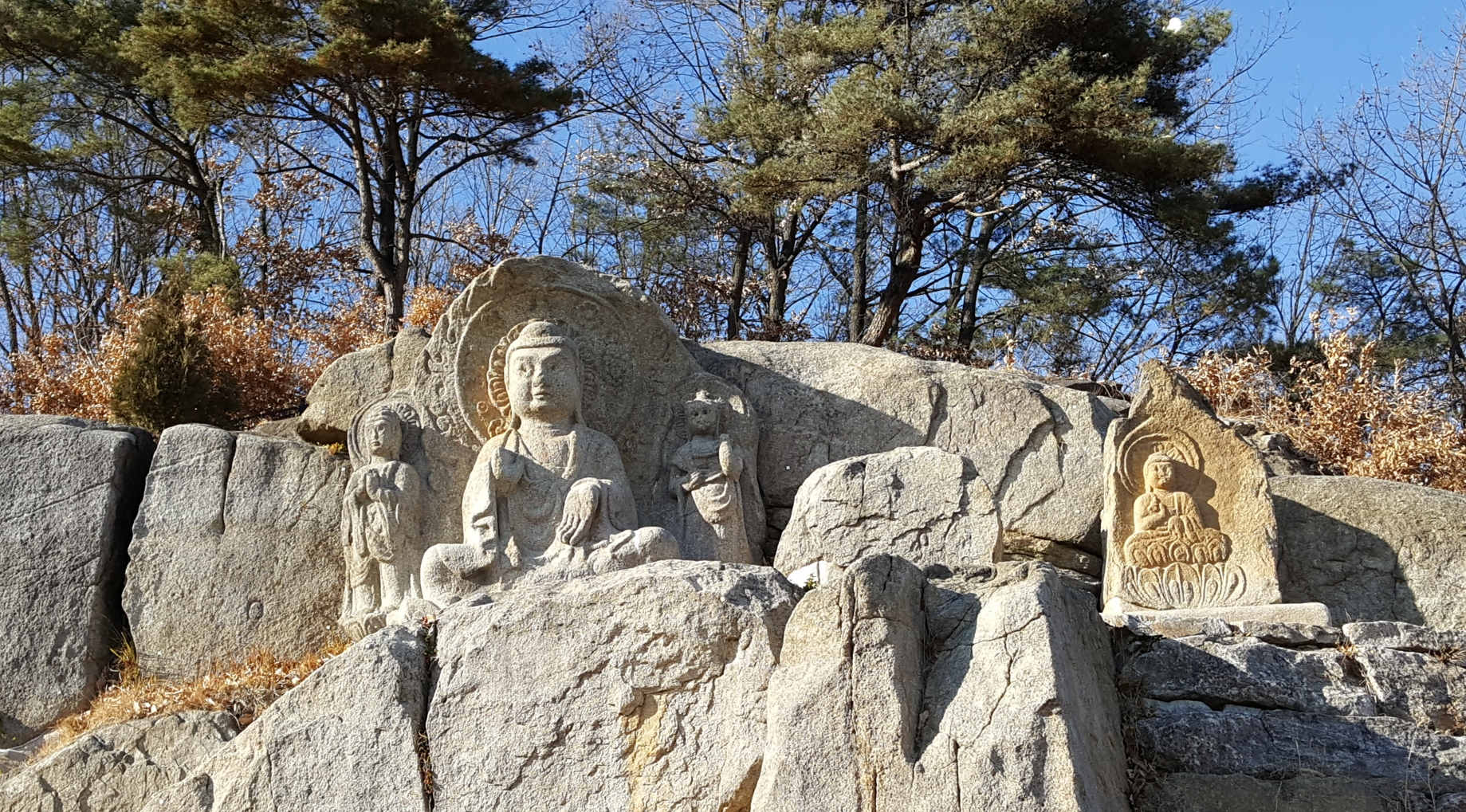
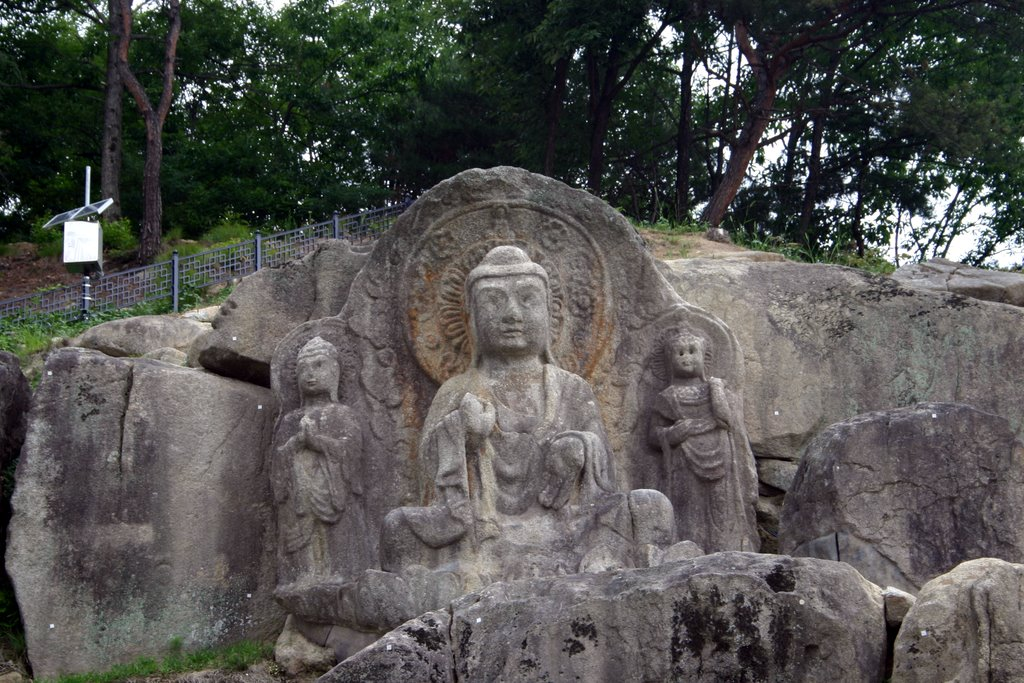
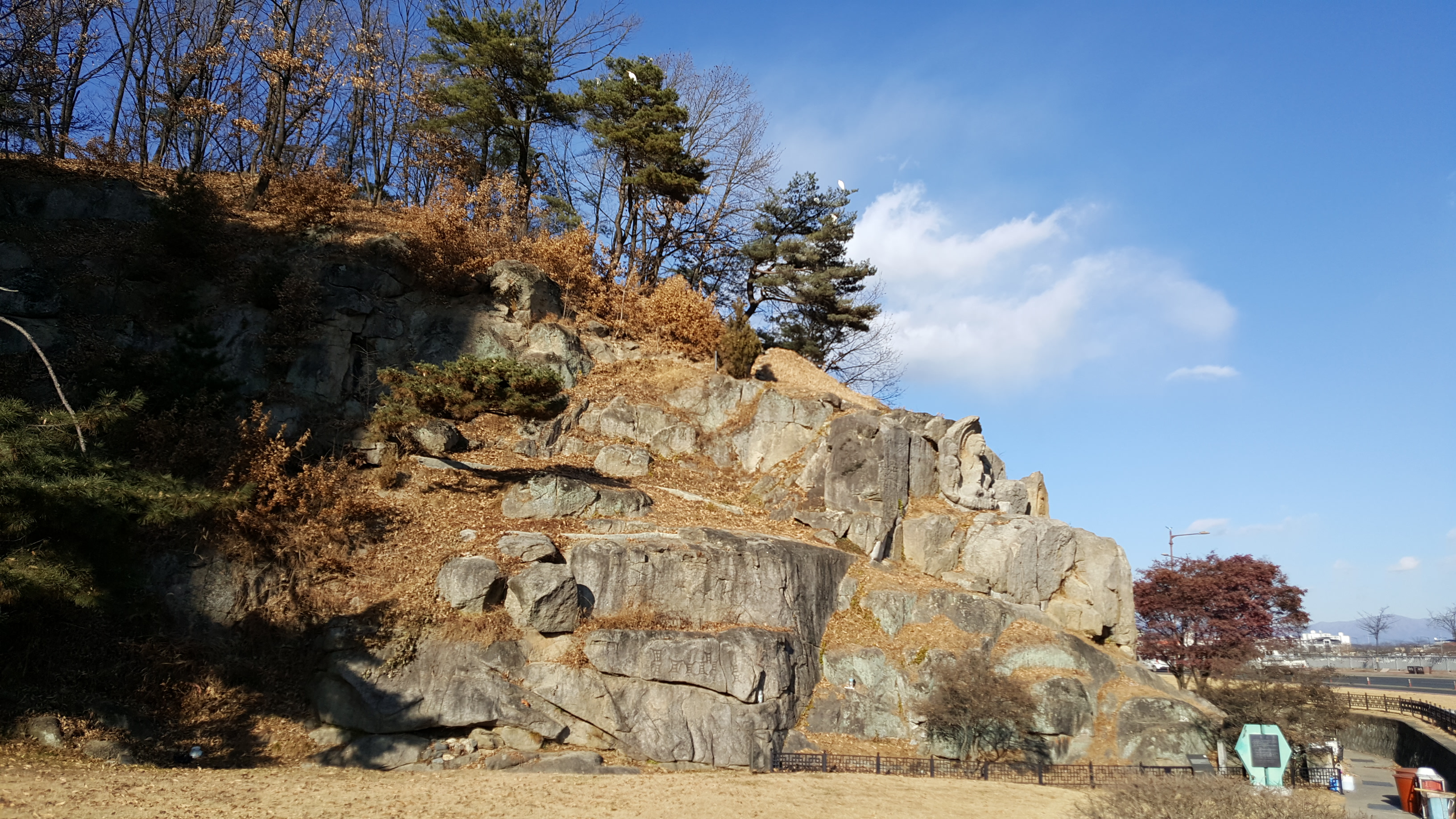
영주 가흥리 암각화와 영주 가흥동 마애여래삼존상 및 여래좌상

## 참고 자료
- 영주 가흥동 마애여래삼존상 및 여래좌상 - 국가유산청 국가유산포털